# 史通削繁
《史通削繁》，四卷。清纪昀撰。
唐代刘知几著《史通》四十九篇，论史家体列，辨别是非，对唐以前中国史学的一次理论总结。但该书是非任情，故黄叔琳撰《训故补》、浦起龙撰《史通通釋》对此予以纠正。削繁是取浦起龍《史通通釋》的菁華，逐家评骘，再加上紀昀自身的意見而成，全書以朱、綠、紫三色筆加以評點。乾隆三十八年成書。全文删除的有《载言》、《表历》、《疑古》、《点烦》4篇，全文抄录的有《载文》、《补注》、《邑里》、《品藻》、《直书》、《曲笔》、《鉴识》、《核才》、《烦省》、《杂述》10篇。有清道光十三年刊本。